# Phytocoris juliae
Phytocoris juliae är en insektsart som beskrevs av Stonedahl 1988. Phytocoris juliae ingår i släktet Phytocoris och familjen ängsskinnbaggar. Inga underarter finns listade i Catalogue of Life.